# Guignardia heveae
Guignardia heveae är en svampart som beskrevs av Syd. & P. Syd. 1916. Guignardia heveae ingår i släktet Guignardia och familjen Botryosphaeriaceae.   Inga underarter finns listade i Catalogue of Life.